# Pherotesia subsimilis
Pherotesia subsimilis là một loài bướm đêm trong họ Geometridae.